# Liste der geschützten Landschaftsbestandteile im Landkreis Merzig-Wadern
Die Liste der geschützten Landschaftsbestandteile im Landkreis Merzig-Wadern nennt die geschützte Landschaftsbestandteile in den Städten und Gemeinden im Landkreis Merzig-Wadern im Saarland. Geschützte Landschaftsbestandteile sind Elemente aus der Natur und Landschaft, die zur Erhaltung, Wiederherstellung und Entwicklung unter Schutz gestellt werden. Weitere Bedeutung haben sie als Habitate für bestimmte wild lebende Tier- und Pflanzenarten.

## Altverordnung des Kreises Merzig-Wadern
Im Jahr 1952 wurden 24 Landschaftsteile und Landschaftsbestandteile durch den damaligen Kreis Merzig-Wadern unter Schutz gestellt.

## Beckingen
| Bild | Bezeichnung      | Ort                               | Beschreibung                                                   | Fläche (ha) | Koord.                          | Kennung         |
| ---- | ---------------- | --------------------------------- | -------------------------------------------------------------- | ----------- | ------------------------------- | --------------- |
|      | Kondeler Bachtal | Beckingen Beckingen, Düppenweiler | Bachtal mit begleitender Vegetation (Auwald / Hochstaudenflur) | 29,4        | 49° 23′ 39,5″ N, 6° 44′ 25,4″ O | GLB-001-MZG-BEC |

## Merzig
| Bild | Bezeichnung                  | Ort           | Beschreibung | Fläche (ha) | Koord.                          | Kennung         |
| ---- | ---------------------------- | ------------- | --- | ----------- | ------------------------------- | --------------- |
|      | Ohrenbruch                   | Merzig Weiler | Feuchtgebiet / Teich. Bruchwald mit Röhricht, Tümpel und Seggenried am Kohlenbrucher Bach.                                                             | 0,8         | 49° 27′ 19,4″ N, 6° 33′ 34,6″ O | GLB-006-MZG-MZG |
|      | Weidengruppe bei Harlingen   | Harlingen     | Bachtal mit begleitender Vegetation (Auwald / Hochstaudenflur). Entlang etwa 600 m des Marbaches inklusive Baumweidensaum; nordwestlich von Harlingen. | 2,2         | 49° 25′ 30″ N, 6° 38′ 28,3″ O   | GLB-007-MZG-MZG |
|      | Ufergebüsch des Ritzerbaches | Merzig        | Bachtal mit begleitender Vegetation (Auwald / Hochstaudenflur). Auf ca. 1,5 km Länge zwischen Merchingen und Merzig.                                   | 3,8         | 49° 26′ 15,4″ N, 6° 39′ 47,2″ O | GLB-008-MZG-MZG |
|      | Harstfelsen                  | Brotdorf      | Felsformation und Umgebung. Östlich von Brotdorf an Steilhang im Wald.                                                                                 | 6,4         | 49° 28′ 19,9″ N, 6° 41′ 18,6″ O | GLB-009-MZG-MZG |

## Losheim am See
| Bild | Bezeichnung                     | Ort                       | Beschreibung                                                      | Fläche (ha) | Koord.                          | Kennung         |
| ---- | ------------------------------- | ------------------------- | ----------------------------------------------------------------- | ----------- | ------------------------------- | --------------- |
|      | Quellflur des Langenbruchbaches | Losheim am See Scheiden   | Nasswiesen / Feuchtwiesen / Brachen                               | 3,5         | 49° 32′ 38,4″ N, 6° 43′ 19,6″ O | GLB-015-MZG-LOS |
|      | Bonzenbruch                     | Losheim am See Britten    | Feuchtgebiet / Teich                                              |             | 49° 32′ 17,9″ N, 6° 43′ 52,7″ O | GLB-016-MZG-LOS |
|      | Welschhansenwieschenl           | Losheim am See Scheiden   | Nasswiesen / Feuchtwiesen / Brachen                               | 0,7         | 49° 32′ 17,9″ N, 6° 43′ 52,7″ O | GLB-017-MZG-LOS |
|      | Rotenbachtal                    | Losheim am See Bergen     | Bachtal mit begleitender Vegetation (Auwald / Hochstaudenflur)    | 4           | 49° 32′ 39,1″ N, 6° 42′ 7,6″ O  | GLB-018-MZG-LOS |
|      | Rissenthaler Gräten             | Losheim am See Rissenthal | charakteristisches Oberflächenrelief mit spezifischer Vegetation. | 10          | 49° 28′ 19,9″ N, 6° 45′ 33,1″ O | GLB-101-MZG-LOS |

## Perl
| Bild | Bezeichnung                                       | Ort                 | Beschreibung | Fläche (ha) | Koord.                          | Kennung         |
| ---- | ------------------------------------------------- | ------------------- | --- | ----------- | ------------------------------- | --------------- |
|      | Gringpfuhl                                        | Perl Eft-Hellendorf | Feuchtgebiet / Teich. In einer Vertiefung auf Lehmuntergrund ausgebildeter Teich, in dem sich die typische Vegetation eines Großseggenriedes entwickelt hat. Im November 2012 keine Wasserfläche vorhanden. | 0,5         | 49° 28′ 31,4″ N, 6° 27′ 50″ O   | GLB-010-MZG-PER |
|      | Alte Schanzen                                     | Perl Borg           | Feuchtgebiet / Teich. Kleingewässer in Form von kulturhistorisch entstandenen Gräben mit einer stark strukturierten Lebensgemeinschaft (offene Wasserfläche mit Arten aus einer Schwimmblatt-Gesellschaft bis hin zu einer Röhrichtzone.) Im November 2012 keine offenen Wasserflächen vorhanden, ebenso wenig Schwimmblattgesellschaft oder Röhricht. | 1,1         | 49° 29′ 37,7″ N, 6° 26′ 27,6″ O | GLB-011-MZG-PER |
|      | Röllbachschlucht                                  | Perl Nennig, Besch  | Bachtal mit begleitender Vegetation (Auwald / Hochstaudenflur). Schlucht im Muschelkalkgebiet, in der verschiedenartige Karsterscheinungen deutlich zu Tage treten. Urwaldähnlicher Schluchtwald mit vielfältiger Farn- und Moosflora. | 4,5         | 49° 33′ 13,7″ N, 6° 35′ 49,9″ O | GLB-012-MZG-PER |
|      | Unter den Eichen                                  | Perl Keßlingen      | Bachtal mit begleitender Vegetation (Auwald / Hochstaudenflur) | 3,8         | 49° 30′ 45,4″ N, 6° 29′ 43,1″ O | GLB-013-MZG-PER |
|      | Hecken und Feldgehölze nordwestlich von Keßlingen | Perl Keßlingen      | Hecken (Vogelschutz) |             | 49° 31′ 10,2″ N, 6° 28′ 39,4″ O | GLB-014-MZG-PER |

## Wadern
| Bild | Bezeichnung              | Ort                                | Beschreibung | Fläche (ha) | Koord.                          | Kennung         |
| ---- | ------------------------ | ---------------------------------- | --- | ----------- | ------------------------------- | --------------- |
|      | Kostenbachtal            | Wadern Kostenbach, Buweiler-Rathen | Bachtal mit begleitender Vegetation (Auwald / Hochstaudenflur). Bachlauf mit Erlen/Ulmen, Mädesüßflur, feuchte bis trockene Mähwiesen, Hangbuchenwald sowie Hecken- und Gehölzsäume. Vereinzelt Quellbereiche mit typischer Quellflur. | 9,46        | 49° 34′ 22,1″ N, 6° 56′ 13,6″ O | GLB-002-MZG-WAD |
|      | Feuchtgebiet Beitzweiler | Wadern Noswendel                   | Feuchtgebiet mit Großseggenried, Flußröhricht, Hochstauden und Waldsimsenflur. | 2,3         | 49° 31′ 19,2″ N, 6° 49′ 37,2″ O | GLB-003-MZG-WAD |
|      |                          | Wadern Wadrill                     | Bachtal mit begleitender Vegetation (Auwald / Hochstaudenflur). Gehweiler Seelbach. |             | 49° 34′ 54,5″ N, 6° 52′ 33,6″ O | GLB-004-MZG-WAD |
|      |                          | Wadern Nunkirchen                  | Gehölzbestand. Schloss Münchweiler |             | 49° 29′ 50,3″ N, 6° 49′ 15,2″ O | GLB-005-MZG-WAD |